# モロ湾
座標: 北緯7度0分0秒 東経123度0分0秒 / 北緯7.00000度 東経123.00000度
モロ湾（Moro Gulf）は、フィリピン南部のミンダナオ島西部、セレベス海の一部である湾で、サンボアンガ半島に西・北・東を囲まれた形の湾である。沖に行くにつれ水深は深く、5,000mを越える。湾の中にはイラナ湾（Illana Bay）、ドゥマンキラス湾（Dumanquilas Bay）、シブゲイ湾（Sibuguey Bay）など、いくつもの湾がある。西側のスールー海とは、サンボアンガ半島西端とバシラン島との間にあるバシラン海峡で繋がっている。

## 治安
このミンダナオ島西部地域はイスラム教徒が多い。一方でフィリピン反政府ゲリラのモロ・イスラム解放戦線（Moro Islamic Liberation Front）や新人民軍（New People's Army）が支配しているため、美しい海とは対照的に貧しく危険な地域である。

## 災害
1976年には大きな津波がモロ湾を襲っている。8月16日午前12時11分、マグニチュード7.9の地震がミンダナオ島近くで起こり、セレベス海沿岸全体、特に北岸のモロ湾沿岸を津波が破壊した。犠牲者は5,000人、2,200人が行方不明、9,500人が負傷し家を失った者は9万3,500人にのぼった。コタバト、パガディアン、サンボアンガなどの都市をはじめ、スールー諸島からミンダナオ島南部にかけての湾岸各地の集落が大きな被害を受けた。